# Pałac w Pisarzowicach (powiat kamiennogórski)
Pałac w Pisarzowicach koło Kamiennej Góry – zabytkowy pałac wybudowany w pierwszej ćwierci XIX w. w Pisarzowicach – wsi  w Polsce, w województwie dolnośląskim, w powiecie kamiennogórskim, w gminie Kamienna Góra.

## Historia
Jeden z najcenniejszych i lepiej utrzymanych pałaców w rejonie. Założony na prostokącie z 11-osiową elewacją frontową, zaakcentowaną 3-osiowym portykiem w wielkim porządku. Nakryty czterospadowym dachem. We wnętrzu pozostałości wystroju: boazerie, posadzki, piece. Po II wojnie światowej służył jako siedziba i mieszkania PGR, obecnie własność prywatna. Z pałacem związany jest zespół okazałych zabudowań dospodarczych z barokową oficyną mieszkalną z XVIII w. Przy pałacu znajduje się zabytkowy park.